# New7Wonders of Nature

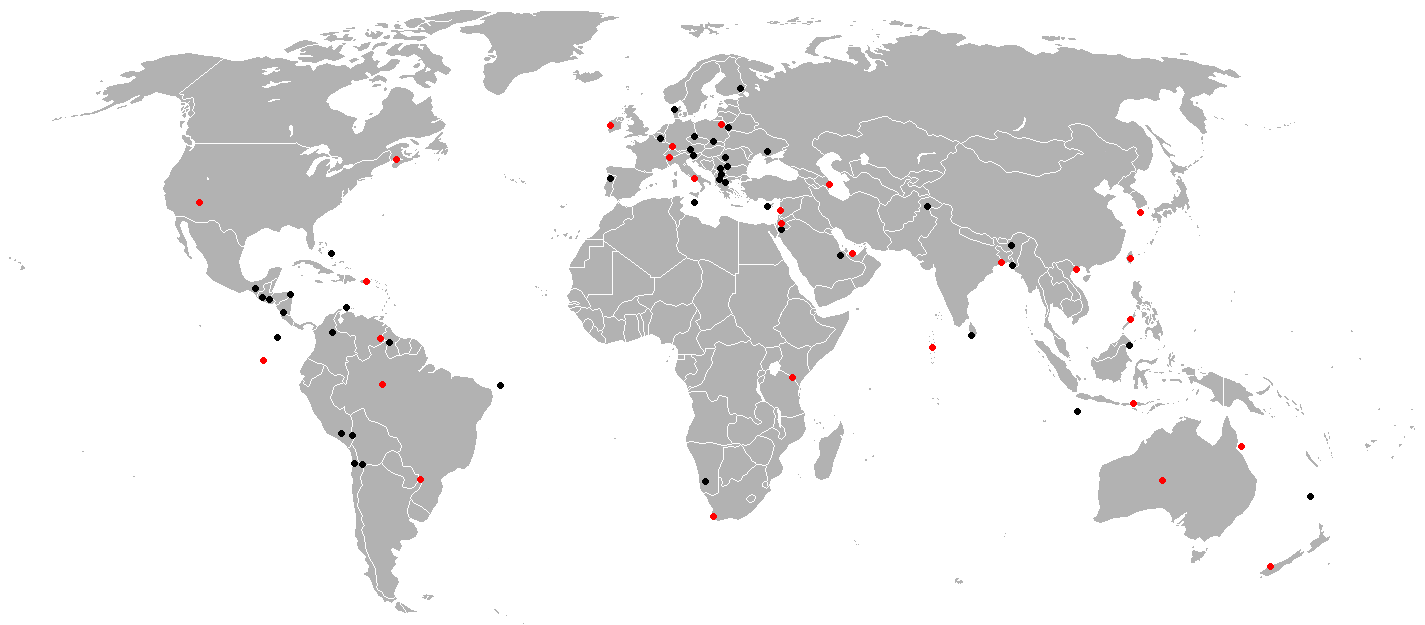
Een kaart met de locatie van de 28 finalisten (rode stippen) en de 43 andere kandidaten die momenteel op de reservelijst staan (zwarte stippen).

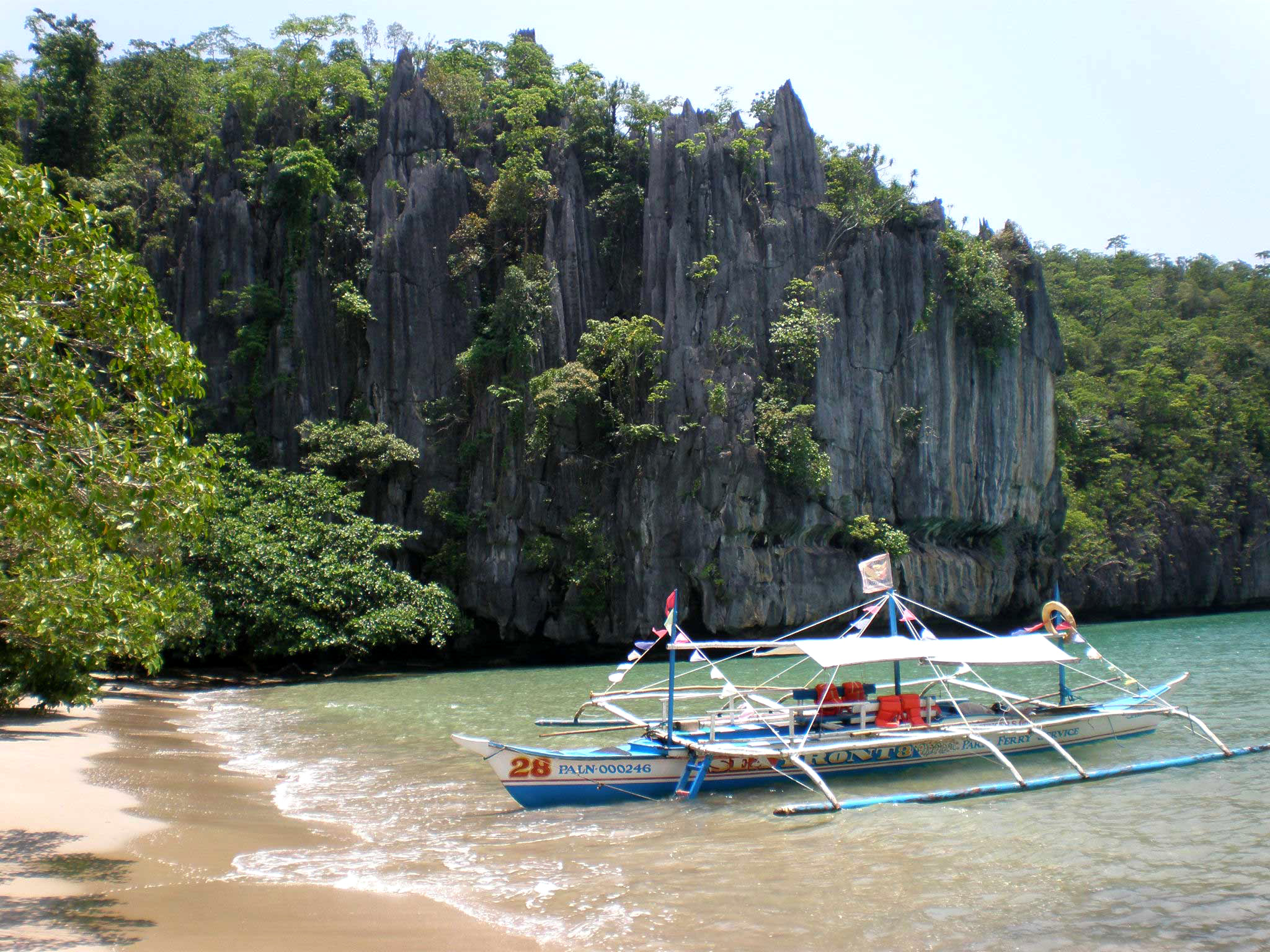
Aanmeerplaats nabij de ingang van de ondergrondse rivier in Puerto Princesa

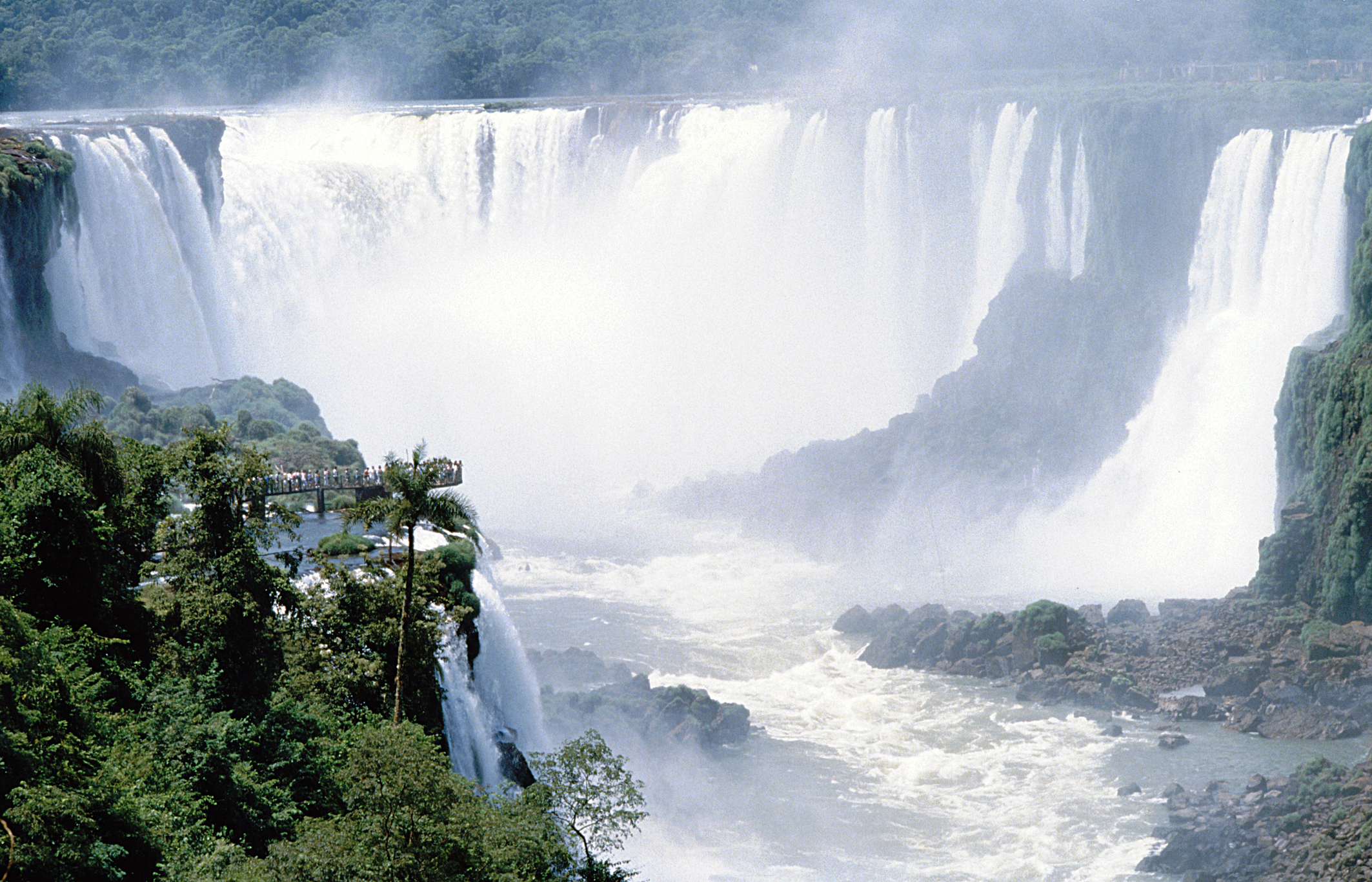
Links Brazilië, rechts Argentinië met in het midden de Garganta do Diabo.

De New7Wonders of Nature was een initiatief om een lijst van zeven natuurlijke wereldwonderen op te stellen. Net als de New7Wonders of the World (2007) werd dit initiatief georganiseerd door Bernard Weber, van stichting New7Wonders. Deze stichting peilt de meningen van mensen wereldwijd door middel van een poll.

## Stadia
De campagne voor het nieuwe initiatief startte in 2007, onmiddellijk na de uitslag van de door de mens gebouwde New7Wonders of the World, waarin meer dan 100 miljoen stemmen werden uitgebracht. Uit meer dan 440 deelnemers uit meer dan 220 landen stroomde een kwalificatie van een Top 77. Een panel van deskundigen, onder leiding van professor Federico Mayor, stelde een definitieve lijst van 28 "official finalisten" op. Stemmen kon tot november 2011. Gedurende deze vier jaar werd een New7Wonders World Tour gepland, om elk van de finalisten te bezoeken om hen in staat stellen zich te presenteren aan de kiezers over de hele wereld.

## Kritiek
De Indonesische viceminister van Toerisme zei dat New7Wonders gebruik maakte van achterbakse tactieken. Volgens hem dreigde de organisatie met een verwijdering van het Indonesische Komodo National Park, als Indonesië weigerde om een verklaring te geven tijdens een ceremonie. Deze beschuldiging is nooit bevestigd.
De Filipijnse president Benigno Aquino III riep in zijn toespraak tijdens de officiële lancering van de campagne voor de Filipijnse inzending, St Paul's Subterranean River National Park, alle 80 miljoen mobiele telefoonbezitters op om hun stemmen uit te brengen via de SMS-functie:

"We sturen gemiddeld twee miljard sms-berichten op één dag. Alles wat we nodig hebben, is één miljard SMS-stemmen voor de Puerto Princesa Underground River, zodat we de toppositie kunnen bereiken binnen een halve dag. Ik roep iedereen op om zo vaak mogelijk te stemmen voor de Puerto Princesa Underground River als een van de nieuwe zeven wereldwonderen van de natuur." --Benigno Aquino III

## Winnaars
| Locatie                                    | Land(en)                                                                              | Afbeelding |
| ------------------------------------------ | ------------------------------------------------------------------------------------- | ---------- |
| Amazoneregenwoud en -rivier                | Bolivia, Brazilië, Colombia, Ecuador, Frans-Guyana, Guyana, Peru, Suriname, Venezuela |            |
| Hạ Longbaai                                | Vietnam                                                                               |            |
| Iguazú-watervallen (Nationaal park)        | Argentinië, Brazilië                                                                  |            |
| Jeju (eiland)                              | Zuid-Korea                                                                            |            |
| Komodo-eiland (Nationaal park)             | Indonesië                                                                             |            |
| St Paul's Subterranean River National Park | Filipijnen                                                                            |            |
| Tafelberg (Nationaal park)                 | Zuid-Afrika                                                                           |            |